# 董永燧
董永燧（16世紀—17世紀），南直隸應天府上元縣人，明朝軍事人物。

## 生平
董永燧是萬曆四年（1576年）的武舉人，八年（1583年）中武進士會元，獲授河間守備，十四年（1586年）以擒盜有功自廣東都司掌印署都指揮僉事陞任浙江溫處參將，於普陀山潮音洞上興建莫捨身亭，但在十九年（1591年）因事降補軍門標下右營遊擊。
萬曆三十八年（1610年），朝廷起用董永燧為杭嘉湖參將，拒倭捕獲通番人，兩年後（1612年）調任惠州參將，擒拿海盜而於四十四年（1616年）陞官廣東副總兵，積勞成疾，任內去世。

## 引用
1. 1 2  道光《上元縣志·卷十·選舉志》：董永遂【燧】 萬厯庚辰狀元，官河間守備，擒盜有功，轉寧紹杭嘉參將，拒倭獲通番人，擢任惠潮獲盜，陞副總兵，積勞卒官。
2. ↑  《明神宗顯皇帝實錄》·卷一百八十一：（萬曆十四年十二月癸未）以萬全都司掌印署都指揮僉事司忠、廣東都司掌印署都指揮僉事董永遂【燧】為五軍三營參將。……（丙戌）陞廣東都司掌印署都指揮僉事董永遂【燧】為浙江溫處地方參將。
3. ↑  《欽定古今圖書集成·方輿彙編·山川典·第一百十七卷·普陀山部》：莫捨身亭在潮音洞上。參將董永燧立，今廢。
4. ↑  《明神宗顯皇帝實錄·卷二百四十》：（萬曆十九年十一月壬辰）參將董永【燧】降補軍門標下右營遊擊。
5. ↑  《明神宗顯皇帝實錄·卷四百六十八》：（萬曆三十八年三月己丑）起原任溫處參將董永遂為杭嘉湖參將。
6. ↑  《明神宗顯皇帝實錄·卷五百二》：（萬曆四十年閏十一月甲戌）……調杭嘉湖參將董永燧為廣東惠州參將。
7. ↑  《明神宗顯皇帝實錄·卷五百五十》：（萬曆四十四年十月辛丑）陞……惠州參將董永遂為廣東副總兵。
8. ↑  民國《江蘇省通志稿·選舉志·第七卷·明清武進士》：董永燧 上元人。萬曆丙子科（舉人，庚辰科）狀元。官河間守備，轉寧紹杭嘉參戎，升副總兵。